# Love, Whitney
Love, Whitney släpptes 2001 i Storbritannien och är ett samlingsalbum av den amerikanska popsångerskan Whitney Houston.

## Låtlista
1. "Until You Come Back"
2. "I Have Nothing"
3. "Why Does It Hurt So Bad"
4. "You Give Good Love"
5. "All the Man That I Need"
6. "Where Do Broken Hearts Go"
7. "Just the Lonely Talking Again"
8. "Exhale (Shoop Shoop)"
9. "Miracle"
10. "For the Love of You"
11. "Saving All My Love for You"
12. "Run to You"
13. "I Believe in You and Me"
14. "Didn't We Almost Have It All"
15. "All at Once"
16. "I Will Always Love You"